# Milejów (gemeente)
De gemeente Milejów is een landgemeente in het Poolse woiwodschap Lublin, in powiat Łęczyński.
De zetel van de gemeente is in Milejów.
Op 30 juni 2004 telde de gemeente 9286 inwoners.

## Oppervlakte gegevens
In 2002 bedroeg de totale oppervlakte van gemeente Milejów 115,66 km², waarvan:
- agrarisch gebied: 77%
- bossen: 14%

De gemeente beslaat 18,25% van de totale oppervlakte van de powiat.

## Demografie
Stand op 30 juni 2004:
| Omschrijving                   | Totaal | Totaal | Vrouwen | Vrouwen | Mannen | Mannen |
| ------------------------------ | ------ | ------ | ------- | ------- | ------ | ------ |
| eenheid                        | aantal | %      | aantal  | %       | aantal | %      |
| inwoners                       | 9286   | 100    | 4718    | 50,8    | 4568   | 49,2   |
| bevolkingsdichtheid (inw./km²) | 80,3   | 80,3   | 40,8    | 40,8    | 39,5   | 39,5   |

In 2002 bedroeg het gemiddelde inkomen per inwoner 1113,4 zł.

## Administratieve plaatsen (sołectwo)
Antoniów, Antoniów-Kolonia, Białka, Białka-Kolonia, Cyganka, Dąbrowa, Górne, Jaszczów, Jaszczów-Kolonia, Kajetanówka, Klarów, Łańcuchów, Łysołaje, Łysołaje-Kolonia, Maryniów, Milejów, Milejów-Osada, Ostrówek-Kolonia, Popławy, Starościce, Wólka Bielecka, Wólka Łańcuchowska, Zalesie, Zgniła Struga.

## Aangrenzende gemeenten
Łęczna, Mełgiew, Piaski, Puchaczów, Siedliszcze, Trawniki